# ブラジルの教育
ブラジルの教育（ブラジルのきょういく）では、ブラジル連邦共和国の教育について述べる。

## 歴史

イエズス会の紋章

1500年にペドロ・アルヴァレス・カブラルが「発見」するまでのブラジルは、先住民が無文字社会を築いていたが、ポルトガルによる植民地化によって現在にまで続くブラジルに於ける教育の歴史も始まった。
1549年に初代総督トメ・デ・ソウザと共にイエズス会士マヌエル・ダ・ノーブレガがブラジルに上陸し、以降の植民地時代の教育事業は主に彼等イエズス会によって担われることになった。イエズス会は各地にコレジオ（学院）を建設し、カトリックの布教と共に、インディオや植民地の子弟に対して読み書きや計算を教えた。植民地時代に於いてイエズス会以外に知的活動の媒介者は存在せず、またアメリカ大陸各地に大学を建設したスペイン王権とは異なり、ポルトガル王権はポルトガル領ブラジルでの知識人層の形成を恐れたため、ブラジルでは植民地時代を通して大学は建設されなかった。1754年から始まったグアラニー戦争と、それに伴う1759年のポンバル侯爵によるブラジルからのイエズス会追放は、結果としてブラジルに於ける教育の空白化を進めてしまった。追放後の空白は、独立まで啓蒙思想に近いオラトリオ会が埋めることになった。
1808年にナポレオン戦争の影響によってリスボンから脱出したポルトガル宮廷がリオ・デ・ジャネイロに移転し、「ブラジル再発見」の時代が訪れると、それまで教育が顧みられてこなかったブラジルにも1808年に王立印刷所、王立海軍士官学校、医学学校、1810年には図書館、王立陸軍士官学校など、実用的な各種高等専門学校や教育機関の設立が進んだ。1822年の帝政成立後は、1827年にサンパウロとレシーフェに法学コースが設立され、1854年に法科大学に再編されるなど、国内のエリートを養成するための高等教育の拡充が進められたが、高等教育に偏重した教育政策を採りながらもこれらの高等専門教育機関を再編した大学の設立は帝政が崩壊するまで実現せず、また、技術教育には関心が払われなかった。これらの高等専門教育機関の中でも陸軍士官学校は数学や哲学、文学を教える機関となり、1889年の共和制革命のイデオロギー的背景となった実証主義と共和主義の影響力は陸軍士官学校から拡大したものであった。

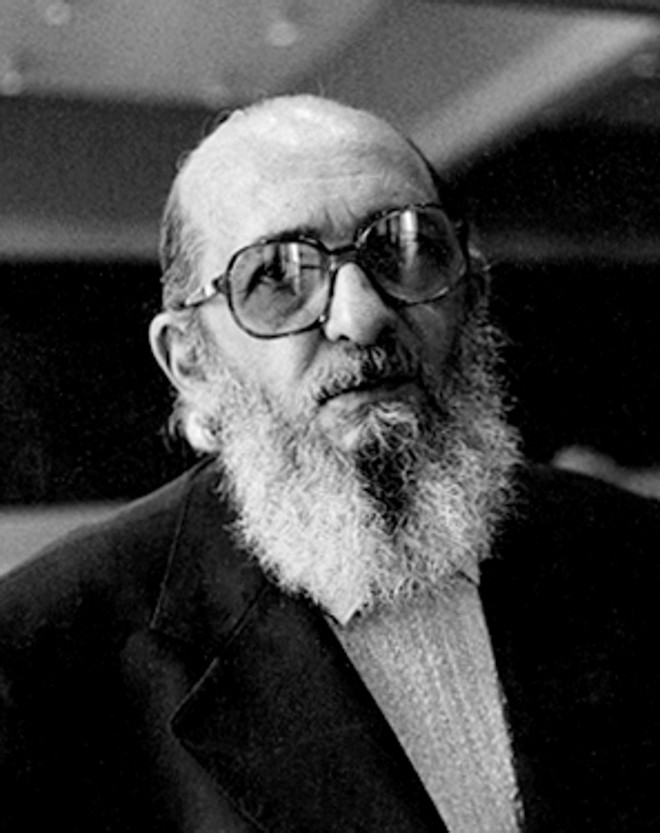
パウロ・フレイレ

一方、帝政期には民衆教育への配慮は低く、初等教育や中等教育への法令は存在したものの、極めて実効性に乏しいものとなった。1872年に実施されたブラジル初のセンサスによれば、当時の自由人の非識字率は80%（女性は86%）に達し、奴隷に至っては99.9%に達していた。この数値の改善は共和制革命後も進まず、1890年の非識字率は67.2%、1920年の非識字率は60.1%と高い水準に留まった。
1930年にヴァルガスの革命によって旧共和政が崩壊すると、1930年代には大統領として国家の改造を行ったヴァルガスと、教育相のフランシスコ・カンポス、グスタヴォ・カパネーマによって中等教育の制度の見直しと高等教育の拡充が図られ、サンパウロ大学（1934年）、連邦区大学（1935年）などの連邦大学、州立大学が設立された。
第二次世界大戦後は1947年の成人教育キャンペーンなどの識字運動が進められ、1960年代にはゴラール政権下で活躍したパウロ・フレイレの「意識化」を軸とする識字キャンペーンが全国各地で進められたが、1964年のブラジル・クーデター後の軍事政権はフレイレの目指した低開発の克服のための識字教育という方向性を否定し、1967年の中央集権的なブラジル識字運動 (MOBRAL) など、官製の運動に取って代わられた。1985年の民政移管後、識字運動は停滞し、カルドーゾ政権下の1996年に制定された国家教育指針基本法も運用面では大きな成果を上げることはできなかったが、2003年に成立した労働者党のルーラ政権下では、2003年に開始されたブラジル識字プログラムなどによって成人非識字者への教育が積極的に推進されている。

## 制度

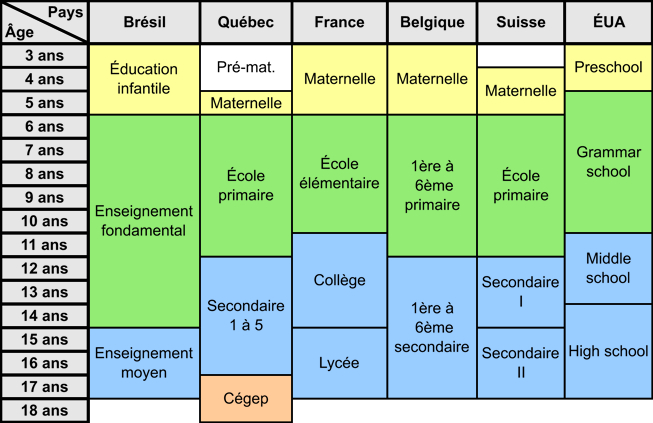
ブラジルと各国の教育制度グラフ。

1988年憲法第205条によって教育が普遍的な権利であると定められ、第206条によって教育の民主的管理が定められている。現行の教育制度は1971年に確立され、1996年制定の国家教育指針基本法によって現在のものに改められた。国家教育基本法によれば義務教育期間は8年間だったが、2006年制定の法律第11274号により、2010年までに9年間に移行することが定められた。そのため、学制は5-4-3-4制（普通科）である。1988年憲法第206条には公教育の無償が規定されており、公立学校は幼稚園から大学まで学費が無償となっている。

### 就学前教育
0歳から3歳までが乳児園 (Creche) 、4歳から5歳までが幼稚園 (Pré-escola) と規定されている。

### 初等教育
初等教育は幼稚園の最終年から初等学校の4年生までの5年間（6歳から10歳まで）であり、1971年から1996年までは第一過程と呼ばれていた。初等教育は国家教育指針基本法によれば年間最低授業日数は200日、授業時間は800時間以上と定められている。留年制度が厳しく、1996年には初等学校全体で18%が留年し、ラテンアメリカ全体で最高の数値となった。
2005年度の初等教育の総就学率は121.0%、純就学率は94.7%であった。

### 中等教育
前期中等教育は初等学校の5年生から8年生までの4年間（11歳から14歳まで）であり、1971年から1996年までは第二過程と呼ばれていた。
後期中等教育は、普通科に於いては15歳から17歳までの3年間、専門課程は4年間である。普通科の他に技術学校 (escola técnica) が存在する。官製の学校の他に、大学受験者に対しては民間経営のクルシーニョ (cursinho、予備校) が大学受験のためのカリキュラムを提供している。
2005年度の中等教育の総就学率は89.9%、純就学率は46.7%であった。

### 高等教育

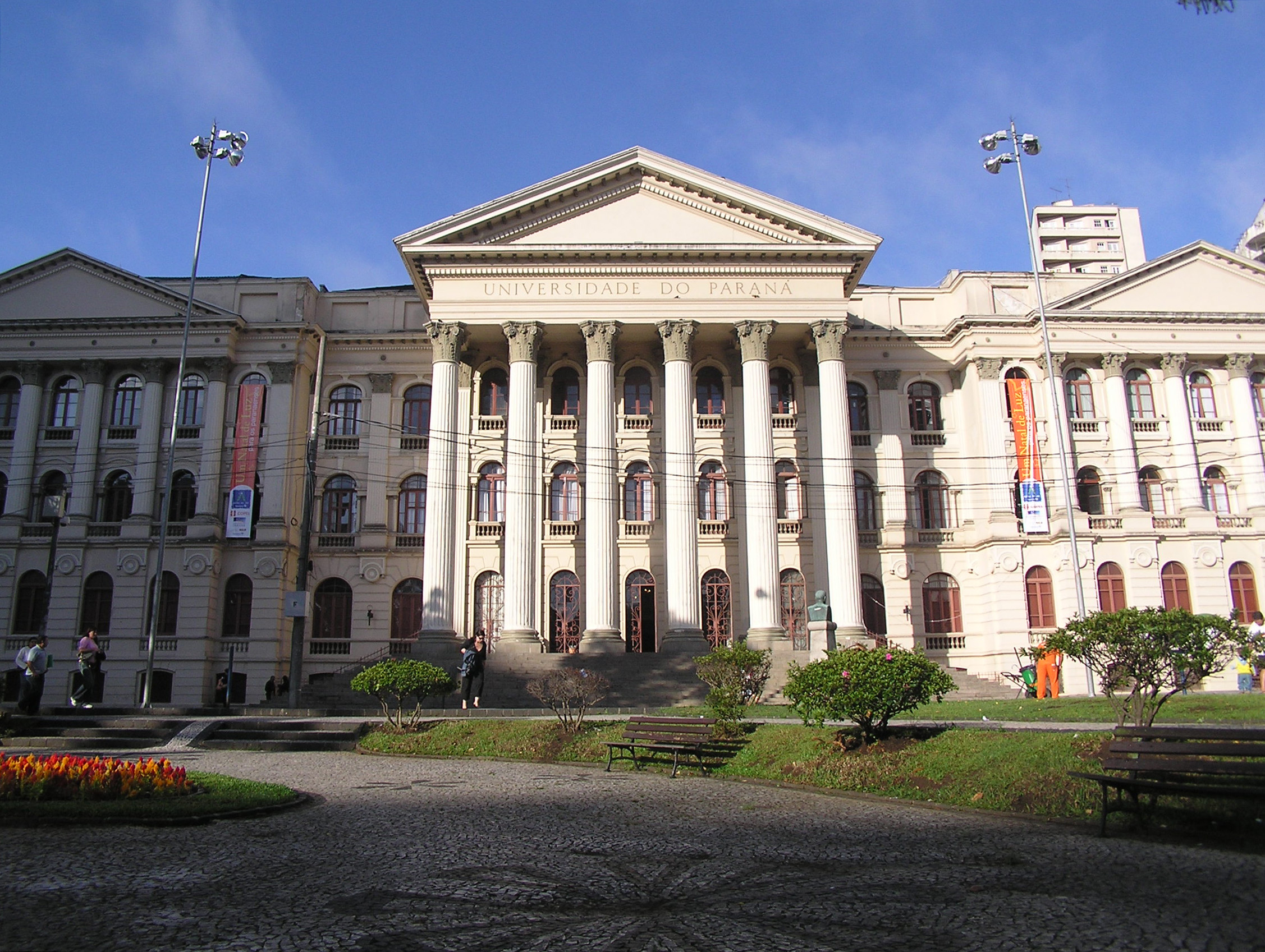
パラナ連邦大学（クリチバ市）

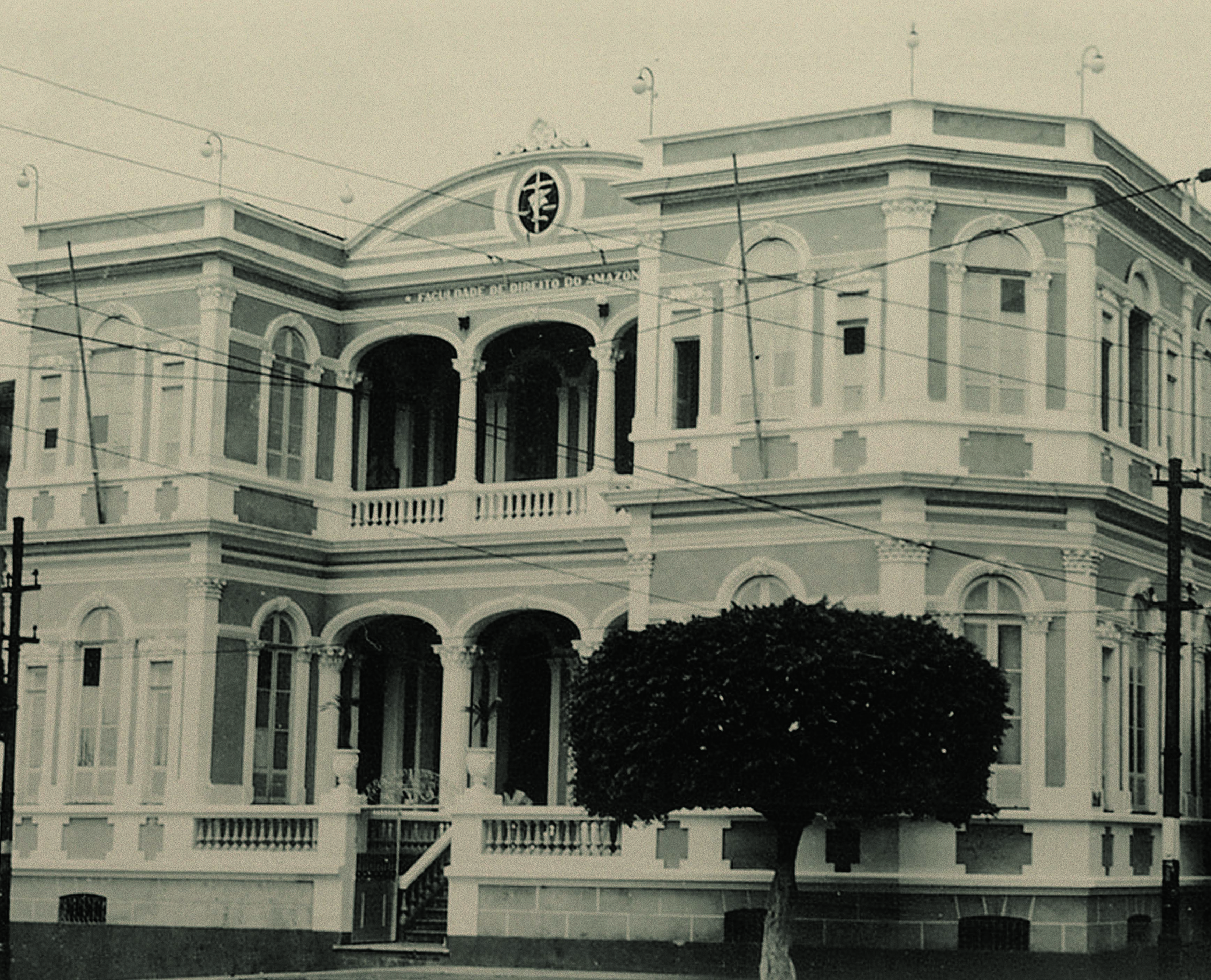
国立アマゾナス大学 (UFAM、マナウス市)

中等教育を終えたものは大学入学試験 (vestibular) に合格すれば大学に進学することが可能であり、学部は4年制から6年制、修士課程は2年制から4年制、博士課程は4年制から6年制となっている。
2005年度の高等教育の総就学率は28.3%、純就学率は11.7%であった。
1909年に国立アマゾナス大学（Universidade Federal do Amazonas、UFAM）が設立され、ブラジル最古の公立大学となった。私立大学においてはサンパウロ州のマッケンジー大学（Universidade Presbiteriana Mackenzie、Mackenzie）が日本の早稲田大学や慶應義塾大学に匹敵するような比較的レベルの高い機関として知られている。

## 先住民教育
1999年に国家教育審議会によって先住民に対する教育カテゴリが制度化され、先住民としてのアイデンティティの再確立や歴史の再構築を保証した先住民教育が実現しつつある。2005年には全土で2,323校の先住民学校が存在した。

## 課題
2005年度のブラジルの15歳以上の人口の非識字率は10.9%、機能的非識字率は23.5%と未だに高い水準にある。背景には国内の貧困に生因する初等教育における不就学や、2000年度に全土で41.7%に達した標準年齢以上の生徒のように、留年率や中退率が高いことなどが存在すると見られる。
ブラジルの学力レベルは決して高い水準にあるとは言えず、2001年度の中等教育3年生の42.17%のポルトガル語（公用語）の学力が「非常に危機的」（4.92%）、「危機的」（37.20%）であり、52.54%の「中程度」を挟み、「適切」は5.34%に過ぎない。
初等教育や中等教育に於いては公立学校の教育レベルは低く、保護者は積極的に子弟を私立学校に通わせようとする傾向があるが、一方で高等教育に於いてはこの構図は逆転し、無償で教育レベルの高い公立大学（州立大学、連邦大学）と有償で教育レベルの低い私立大学に二分化し、私立学校に通い質の高い教育を受けた生徒が無償の公立大学に、公立学校に通いあまり質の高くない教育を受けた生徒が有償の私立大学に通う傾向があるというねじれ現象が発生している。